# Morti nel 1972
| Questa pagina contiene informazioni ricavate automaticamente dalle voci biografiche con l'ausilio del template Bio e di un bot. L'aggiornamento è periodico e automatico e ricostruisce completamente la pagina. Se manca una persona in questa lista, sei pregato di non aggiungerla, ma accertati piuttosto che la sua voce biografica contenga il template Bio e che i dati anagrafici siano correttamente compilati. Se il template Bio manca, inseriscilo tu stesso o, in alternativa, metti l'avviso {{tmp\|Bio}} che ne segnala la mancanza. Se i dati riportati sono sbagliati, correggi direttamente la voce biografica; le modifiche saranno visibili in questa lista entro pochi giorni. Per chiarimenti vedi il progetto biografie. La lista contiene solo le 1.096 persone che sono citate nell'enciclopedia e per le quali è stato implementato correttamente il template Bio. Pagina aggiornata al 2 ago 2025. |

## Gennaio(101)
- 1º gennaio - Saro Arcidiacono, attore italiano (n. 1886)
- 1º gennaio - Maurice Chevalier, attore e cantante francese (n. 1888)
- 1º gennaio - Pietro Linari, ciclista su strada e pistard italiano (n. 1896)
- 1º gennaio - Massimo V, arcivescovo ortodosso greco (n. 1897)
- 1º gennaio - Gaston Quiribet, regista, direttore della fotografia e sceneggiatore francese (n. 1888)
- 1º gennaio - Marcelo Rodríguez, rugbista a 15 argentino (n. 1953)
- 2 gennaio - Lillian Moller Gilbreth, ingegnera, dirigente d'azienda e psicologa statunitense (n. 1878)
- 2 gennaio - Mauro Scoccimarro, politico e partigiano italiano (n. 1895)
- 2 gennaio - James White, militare e aviatore canadese (n. 1893)
- 3 gennaio - Frans Masereel, pittore e illustratore belga (n. 1889)
- 3 gennaio - Elisabeth Schiemann, genetista e botanica tedesca (n. 1881)
- 4 gennaio - Emilio Schuberth, stilista italiano (n. 1904)
- 4 gennaio - Gerald Wellesley, VII duca di Wellington, nobile, militare e diplomatico inglese (n. 1885)
- 5 gennaio - Ferdinando Caioli, giornalista, poeta e critico letterario italiano (n. 1898)
- 5 gennaio - Carlo Leopoldo Conighi, architetto italiano (n. 1884)
- 5 gennaio - Gérard Devos, calciatore belga (n. 1903)
- 5 gennaio - Konstantinos Nikolopoulos, schermidore e politico greco (n. 1890)
- 6 gennaio - Giovanni Falck, imprenditore e ingegnere italiano (n. 1900)
- 6 gennaio - Massimo Oberti, velista italiano (n. 1901)
- 6 gennaio - B.S. Pully, comico e attore statunitense (n. 1910)
- 6 gennaio - Xavier Vallat, avvocato, giornalista e politico francese (n. 1891)
- 7 gennaio - John Berryman, poeta statunitense (n. 1914)
- 7 gennaio - Emma P. Carr, chimica e insegnante statunitense (n. 1880)
- 7 gennaio - Jacques Mangers, vescovo cattolico lussemburghese (n. 1889)
- 7 gennaio - Giovanni Titta Rosa, scrittore e critico letterario italiano (n. 1891)
- 8 gennaio - Olive Ann Alcorn, attrice, modella e ballerina statunitense (n. 1900)
- 8 gennaio - Alfred Gehri, commediografo, sceneggiatore e regista svizzero (n. 1895)
- 8 gennaio - Paul Nettl, critico musicale e musicologo austro-ungarico (n. 1889)
- 8 gennaio - Wesley Ruggles, regista statunitense (n. 1889)
- 8 gennaio - Ján Ursíny, politico e pastore protestante slovacco (n. 1896)
- 9 gennaio - Hanoch Albeck, insegnante, rabbino e docente israeliano (n. 1890)
- 9 gennaio - Ted Shawn, coreografo e ballerino statunitense (n. 1891)
- 10 gennaio - Ugo Guarienti, imprenditore, politico e antifascista italiano (n. 1874)
- 11 gennaio - Salvatore Bindi, calciatore italiano (n. 1909)
- 11 gennaio - Ettore Cattaneo, aviatore e dentista italiano (n. 1898)
- 11 gennaio - Padraic Colum, poeta, romanziere e drammaturgo irlandese (n. 1881)
- 11 gennaio - Henry Healless, calciatore inglese (n. 1893)
- 11 gennaio - Alphonse Van Mele, ginnasta belga (n. 1891)
- 11 gennaio - Eduardo Propper de Callejón, diplomatico spagnolo (n. 1895)
- 11 gennaio - Francis Wormald, paleografo e storico dell'arte inglese (n. 1904)
- 12 gennaio - Edmund Bieri, calciatore svizzero (n. 1889)
- 12 gennaio - František Čáp, regista e sceneggiatore cecoslovacco (n. 1913)
- 13 gennaio - Friedrich Hüffmeier, ammiraglio tedesco (n. 1898)
- 13 gennaio - Giulio Zanninovich, calciatore italiano (n. 1905)
- 14 gennaio - Horst Assmy, calciatore tedesco orientale (n. 1933)
- 14 gennaio - Federico IX di Danimarca, re danese (n. 1899)
- 14 gennaio - Guglielmo Inglese, attore italiano (n. 1892)
- 15 gennaio - Aristide Isotta, insegnante e scrittore svizzero (n. 1908)
- 15 gennaio - Oddo Marinelli, avvocato, politico e giornalista italiano (n. 1888)
- 15 gennaio - Miela Reina, artista e pittrice italiana (n. 1935)
- 16 gennaio - Ross Bagdasarian, pianista, attore e musicista statunitense (n. 1919)
- 16 gennaio - Giuseppe Dardanelli, politico e avvocato italiano (n. 1890)
- 16 gennaio - Lewis W. Physioc, effettista e direttore della fotografia statunitense (n. 1879)
- 16 gennaio - Nicolas Rashevsky, matematico russo (n. 1899)
- 16 gennaio - Enrico Tamanini, politico italiano (n. 1883)
- 16 gennaio - Irène Tunc, modella e attrice francese (n. 1934)
- 17 gennaio - Mario Baffico, regista e sceneggiatore italiano (n. 1907)
- 17 gennaio - Emilia Gubitosi, pianista, direttrice di coro e compositrice italiana (n. 1887)
- 17 gennaio - Rochelle Hudson, attrice statunitense (n. 1916)
- 17 gennaio - Betty Smith, scrittrice statunitense (n. 1896)
- 18 gennaio - Will Burtin, designer tedesco (n. 1908)
- 18 gennaio - Ghitta Carell, fotografa ungherese (n. 1899)
- 18 gennaio - Nicola Chiaromonte, saggista e critico teatrale italiano (n. 1905)
- 18 gennaio - Vittorio Ghidetti, politico, partigiano e sindacalista italiano (n. 1892)
- 18 gennaio - George Mitchell, attore statunitense (n. 1905)
- 18 gennaio - Renato Vernizzi, pittore italiano (n. 1904)
- 19 gennaio - Michael Rabin, violinista statunitense (n. 1936)
- 20 gennaio - Jean Casadesus, pianista francese (n. 1927)
- 20 gennaio - Willie MacFadyen, calciatore e allenatore di calcio scozzese (n. 1904)
- 20 gennaio - Renato Navarrini, attore italiano (n. 1892)
- 22 gennaio - Jack Cummings, tennista australiano (n. 1901)
- 22 gennaio - Miguel Gustavo, giornalista, conduttore radiofonico e compositore brasiliano (n. 1922)
- 22 gennaio - Martin Unrein, generale tedesco (n. 1901)
- 23 gennaio - Erich Lachmann, militare tedesco (n. 1909)
- 24 gennaio - Gene Austin, cantante statunitense (n. 1900)
- 24 gennaio - Gyula Bóbis, lottatore ungherese (n. 1909)
- 24 gennaio - Jerome Cowan, attore statunitense (n. 1897)
- 24 gennaio - Felix Ley, missionario e vescovo cattolico statunitense (n. 1909)
- 24 gennaio - Khalid III bin Muhammad al-Qasimi, sovrano emiratino (n. 1927)
- 25 gennaio - Carl Hayden, politico statunitense (n. 1877)
- 25 gennaio - Howard Rosario Marraro, storico italiano (n. 1897)
- 25 gennaio - Erhard Milch, generale tedesco (n. 1892)
- 26 gennaio - Gualtiero Benardelli, ufficiale, esploratore e diplomatico italiano (n. 1904)
- 26 gennaio - Santino Caramella, filosofo e storico della filosofia italiano (n. 1902)
- 26 gennaio - Esther Carena, attrice e costumista tedesca (n. 1898)
- 27 gennaio - Richard Courant, matematico tedesco (n. 1888)
- 27 gennaio - Herbert Hübner, attore tedesco (n. 1889)
- 27 gennaio - Mahalia Jackson, cantante statunitense (n. 1911)
- 27 gennaio - Georg Köhler, calciatore tedesco (n. 1900)
- 28 gennaio - Dino Buzzati, scrittore, giornalista e pittore italiano (n. 1906)
- 28 gennaio - Aleksej Nikančikov, schermidore sovietico (n. 1940)
- 28 gennaio - Boris Zajcev, poeta russo (n. 1881)
- 28 gennaio - Carolina Matilde di Schleswig-Holstein-Sonderburg-Glücksburg, principessa tedesca (n. 1894)
- 29 gennaio - Giuseppe Filippini, politico e antifascista italiano (n. 1879)
- 29 gennaio - Margherita Grandi, soprano italiana (n. 1892)
- 29 gennaio - Gino Morici, pittore, decoratore e scenografo italiano (n. 1901)
- 30 gennaio - Beatrice Mills, nobile statunitense (n. 1883)
- 30 gennaio - Pavel Roman, danzatore su ghiaccio cecoslovacco (n. 1943)
- 31 gennaio - Ernests Blanks, scrittore e editorialista lettone (n. 1894)
- 31 gennaio - Mahendra del Nepal, re nepalese (n. 1920)
- 31 gennaio - Matvej Vasil'evič Zacharov, generale sovietico (n. 1898)

## Febbraio(72)
- 1º febbraio - Joseph T. McNarney, generale statunitense (n. 1893)
- 1º febbraio - Paul Swan, attore, ballerino e pittore statunitense (n. 1883)
- 2 febbraio - Natalie Clifford Barney, scrittrice e poeta statunitense (n. 1876)
- 2 febbraio - Jessie Royce Landis, attrice statunitense (n. 1896)
- 2 febbraio - Yasuma Takada, sociologo e economista giapponese (n. 1883)
- 3 febbraio - Mario Abruzzese, partigiano italiano (n. 1920)
- 3 febbraio - Sverre Grøner, ginnasta norvegese (n. 1880)
- 3 febbraio - John Litel, attore statunitense (n. 1892)
- 4 febbraio - Francesco Banterle, architetto italiano (n. 1886)
- 4 febbraio - Orlando Ward, generale statunitense (n. 1891)
- 5 febbraio - Marianne Moore, poetessa e scrittrice statunitense (n. 1887)
- 5 febbraio - Stefano Pirandello, drammaturgo italiano (n. 1895)
- 5 febbraio - Roberto Rivas, calciatore salvadoregno (n. 1941)
- 6 febbraio - Emil Maurice, politico e generale tedesco (n. 1897)
- 6 febbraio - Julian Steward, antropologo statunitense (n. 1902)
- 6 febbraio - Llewellyn Thompson, diplomatico statunitense (n. 1904)
- 7 febbraio - William Campbell, regista e sceneggiatore statunitense (n. 1884)
- 7 febbraio - Nino Cortese, storico italiano (n. 1896)
- 7 febbraio - Walter Lang, regista e sceneggiatore statunitense (n. 1896)
- 7 febbraio - Howard Pixton, aviatore britannico (n. 1885)
- 8 febbraio - Jim Glass, cestista statunitense (n. 1919)
- 8 febbraio - Stanley Hollis, militare britannico (n. 1912)
- 8 febbraio - Markos Vamvakaris, musicista, cantante e compositore greco (n. 1905)
- 9 febbraio - Bella Fromm, giornalista e scrittrice tedesca (n. 1890)
- 9 febbraio - Nikolaj Ivanovič Krylov, generale e politico sovietico (n. 1903)
- 10 febbraio - Peter Matejka, pittore slovacco (n. 1913)
- 11 febbraio - Marian Hemar, poeta e giornalista polacco (n. 1901)
- 11 febbraio - Gino Jacoponi, calciatore italiano (n. 1899)
- 11 febbraio - Colin Munro MacLeod, genetista canadese (n. 1909)
- 11 febbraio - Kalle Westerlund, lottatore finlandese (n. 1897)
- 12 febbraio - Amedeo Girard, attore italiano (n. 1893)
- 12 febbraio - Italo Calvari, pittore, attore e regista teatrale italiano (n. 1906)
- 14 febbraio - Andreas Cervin, ginnasta svedese (n. 1888)
- 14 febbraio - Luigi Garzoni di Adorgnano, compositore e filologo italiano (n. 1890)
- 15 febbraio - Edgar Snow, giornalista, scrittore e sinologo statunitense (n. 1905)
- 16 febbraio - Karl Beck, calciatore e allenatore di calcio austriaco (n. 1888)
- 16 febbraio - Oreste Ferrara, avvocato e politico italiano (n. 1876)
- 16 febbraio - Amleto Lacerenza, compositore, direttore d'orchestra e militare italiano (n. 1910)
- 17 febbraio - Jack Alderson, calciatore inglese (n. 1891)
- 17 febbraio - Ceccarius, giornalista italiano (n. 1889)
- 17 febbraio - François Devries, calciatore belga (n. 1913)
- 17 febbraio - Friday Hassler, pilota automobilistico statunitense (n. 1935)
- 17 febbraio - Taiko Hirabayashi, scrittrice giapponese (n. 1905)
- 17 febbraio - Gavriil Nikolaevič Popov, compositore sovietico (n. 1904)
- 17 febbraio - Martin Schröttle, hockeista su ghiaccio tedesco (n. 1901)
- 17 febbraio - Edoardo Zavattari, biologo, esploratore e entomologo italiano (n. 1883)
- 18 febbraio - Annibale Carletti, presbitero e militare italiano (n. 1888)
- 19 febbraio - John Grierson, produttore cinematografico, critico cinematografico e regista britannico (n. 1898)
- 19 febbraio - Lee Morgan, trombettista statunitense (n. 1938)
- 19 febbraio - Jirō Yoshihara, artista giapponese (n. 1905)
- 20 febbraio - Maria Goeppert-Mayer, fisica tedesca (n. 1906)
- 20 febbraio - Herbert Menges, direttore d'orchestra e compositore britannico (n. 1902)
- 21 febbraio - Zaid Al-Harb, poeta kuwaitiano (n. 1887)
- 21 febbraio - Marie Dubas, cantante francese (n. 1894)
- 21 febbraio - Luther Lindsay, giocatore di football americano e wrestler statunitense (n. 1924)
- 21 febbraio - Bronislava Fominična Nižinskaja, ballerina, coreografa e insegnante russa (n. 1891)
- 21 febbraio - Eugène Tisserant, cardinale, arcivescovo cattolico e orientalista francese (n. 1884)
- 21 febbraio - Zhang Guohua, generale e politico cinese (n. 1914)
- 22 febbraio - Fritz Amundsen, calciatore norvegese (n. 1902)
- 22 febbraio - Paul Grüninger, calciatore svizzero (n. 1891)
- 22 febbraio - Karel Skoupý, vescovo cattolico ceco (n. 1886)
- 24 febbraio - Sven Markelius, architetto svedese (n. 1889)
- 25 febbraio - Hilma Granqvist, antropologa e sociologa finlandese (n. 1890)
- 25 febbraio - Hugo Steinhaus, matematico polacco (n. 1887)
- 26 febbraio - Frederick Beck, lottatore britannico (n. 1883)
- 27 febbraio - Victor Barna, tennistavolista ungherese (n. 1911)
- 27 febbraio - Agostino Bronzi, avvocato e politico italiano (n. 1891)
- 27 febbraio - Alwin Seifert, architetto e scrittore tedesco (n. 1890)
- 27 febbraio - Gustav E. von Grunebaum, storico e arabista austriaco (n. 1909)
- 28 febbraio - Frederick Boylstein, pugile statunitense (n. 1902)
- 29 febbraio - Giulio Bonnard, compositore italiano (n. 1885)
- 29 febbraio - Pietro Ubaldi, filosofo e teologo italiano (n. 1886)

## Marzo(82)
- 1º marzo - Settimo Gastaldi, calciatore italiano (n. 1910)
- 1º marzo - Arnold Kegel, ginecologo statunitense (n. 1894)
- 1º marzo - Violet Trefusis, scrittrice e filantropa britannica (n. 1894)
- 1º marzo - Antonio Viscardi, filologo e critico letterario italiano (n. 1900)
- 2 marzo - Robert Andersson, pallanuotista, nuotatore e tuffatore svedese (n. 1886)
- 2 marzo - Achille Bacher, fondista italiano (n. 1900)
- 2 marzo - Nasir Kazmi, poeta pakistano (n. 1925)
- 2 marzo - Tat'jana Nikolaevna Lukaševič, regista cinematografica sovietica (n. 1905)
- 2 marzo - Erna Sack, cantante lirica tedesca (n. 1898)
- 3 marzo - Pavel Komarov, calciatore sovietico (n. 1913)
- 3 marzo - Harold Young, regista e montatore statunitense (n. 1897)
- 4 marzo - Rutilio Baldoni, calciatore italiano (n. 1918)
- 4 marzo - Jaroslavas Citavičius, calciatore e allenatore di calcio lituano (n. 1907)
- 4 marzo - Maurice Diot, ciclista su strada francese (n. 1922)
- 4 marzo - Luba Mirella, soprano italiano (n. 1894)
- 5 marzo - Jimmy Douglas, calciatore statunitense (n. 1898)
- 6 marzo - Fritz Stolze, pallanuotista tedesco (n. 1910)
- 7 marzo - Otto Jírovec, biologo ceco (n. 1907)
- 8 marzo - Erich von dem Bach-Zelewski, generale e poliziotto tedesco (n. 1899)
- 8 marzo - Ernie Callaghan, calciatore inglese (n. 1910)
- 8 marzo - Robert Dinesen, attore e regista danese (n. 1874)
- 9 marzo - Manrico Berti, calciatore italiano (n. 1901)
- 9 marzo - Victor Denis, calciatore francese (n. 1889)
- 9 marzo - Arsen Mek'ok'ishvili, lottatore sovietico (n. 1912)
- 10 marzo - Enzo Nenci, scultore e disegnatore italiano (n. 1903)
- 11 marzo - Fredric Brown, scrittore statunitense (n. 1906)
- 11 marzo - Luigi Miraglia, ammiraglio e politico italiano (n. 1876)
- 11 marzo - John Spencer-Churchill, X duca di Marlborough, nobile britannico (n. 1897)
- 12 marzo - Vasilij Grigor'evič Fesenkov, astrofisico sovietico (n. 1889)
- 12 marzo - Feodora di Sassonia-Meiningen, nobile (n. 1890)
- 13 marzo - Len Ford, giocatore di football americano e cestista statunitense (n. 1926)
- 14 marzo - Norman Cohn-Armitage, schermidore statunitense (n. 1907)
- 14 marzo - Giangiacomo Feltrinelli, editore e attivista italiano (n. 1926)
- 15 marzo - Giulio De Marchi, ingegnere italiano (n. 1890)
- 15 marzo - Dorothy D. Houghton, attivista statunitense (n. 1890)
- 16 marzo - Pie Traynor, giocatore di baseball e allenatore di baseball statunitense (n. 1898)
- 17 marzo - Sam Greller, pallanuotista statunitense (n. 1905)
- 17 marzo - Anton Olsen, calciatore danese (n. 1889)
- 17 marzo - Helmuth Schneider, attore tedesco (n. 1920)
- 18 marzo - Nicolò Carandini, politico e imprenditore italiano (n. 1895)
- 18 marzo - Louis Denfeld, ammiraglio statunitense (n. 1891)
- 19 marzo - Roberto Crippa, pittore, scultore e aviatore italiano (n. 1921)
- 19 marzo - Fred Grinham, pistard statunitense (n. 1881)
- 19 marzo - John Quincy Stewart, astrofisico statunitense (n. 1894)
- 20 marzo - Peter Marius Andersen, calciatore danese (n. 1885)
- 20 marzo - Filippo Barattolo, politico italiano (n. 1907)
- 20 marzo - Giuseppe Casillo, paroliere, poeta e scrittore italiano (n. 1916)
- 20 marzo - Gerard Bosch van Drakestein, pistard olandese (n. 1887)
- 20 marzo - Giovanni Guerrini, architetto, pittore e incisore italiano (n. 1887)
- 20 marzo - Georgij Lisicyn, scacchista sovietico (n. 1909)
- 20 marzo - Marilyn Maxwell, attrice statunitense (n. 1920)
- 20 marzo - Antonio Vico Camarero, attore spagnolo (n. 1903)
- 21 marzo - Raymond de Roover, storico belga (n. 1904)
- 23 marzo - Cristóbal Balenciaga, stilista spagnolo (n. 1895)
- 23 marzo - Jean Washer, tennista belga (n. 1894)
- 24 marzo - Stefano Cairola, gallerista, mercante d'arte e critico d'arte italiano (n. 1897)
- 24 marzo - Milko Kos, storico sloveno (n. 1892)
- 26 marzo - Toshiji Kamohara, ittiologo giapponese (n. 1901)
- 26 marzo - Xie Fuzhi, politico e militare cinese (n. 1909)
- 27 marzo - Francesco Curreli, partigiano italiano (n. 1903)
- 27 marzo - Maurits Cornelis Escher, incisore olandese (n. 1898)
- 27 marzo - Frank Ludlow, ufficiale e naturalista britannico (n. 1885)
- 27 marzo - Mariano da Torino, presbitero, conduttore radiofonico e conduttore televisivo italiano (n. 1906)
- 27 marzo - Lorenzo Wright, velocista e lunghista statunitense (n. 1926)
- 28 marzo - Kurt Baluses, allenatore di calcio e calciatore tedesco occidentale (n. 1914)
- 28 marzo - Joseph Paul-Boncour, politico francese (n. 1873)
- 28 marzo - Arnaldo Piccinini, ingegnere, imprenditore e banchiere italiano (n. 1915)
- 28 marzo - Bruno Pollazzi, dirigente sportivo italiano (n. 1888)
- 29 marzo - Antonio Bevilacqua, ciclista su strada e pistard italiano (n. 1918)
- 29 marzo - Carlo Ludovico Bompiani, pittore italiano (n. 1902)
- 29 marzo - Ludvig Dam, nuotatore danese (n. 1884)
- 29 marzo - Hal Roach Jr., regista e produttore cinematografico statunitense (n. 1918)
- 30 marzo - August Franzen, presbitero tedesco (n. 1912)
- 30 marzo - Giorgio Piccitto, glottologo e lessicografo italiano (n. 1916)
- 30 marzo - Peter Whitney, attore statunitense (n. 1916)
- 31 marzo - Chiaffredo Belliardi, politico e partigiano italiano (n. 1895)
- 31 marzo - Edward Aloysius Fitzgerald, vescovo cattolico statunitense (n. 1893)
- 31 marzo - Jack Hill, calciatore e allenatore di calcio inglese (n. 1897)
- 31 marzo - Ramón Iglesias i Navarri, vescovo cattolico spagnolo (n. 1889)
- 31 marzo - Meena Kumari, attrice e poetessa indiana (n. 1933)
- 31 marzo - Michele Lizzi, pianista, compositore e direttore d'orchestra italiano (n. 1915)
- 31 marzo - Hana Mašková, pattinatrice artistica su ghiaccio cecoslovacca (n. 1949)

## Aprile(84)
- 1º aprile - Luigi Bailo, ciclista su strada italiano (n. 1889)
- 1º aprile - Şükriye Sultan, principessa ottomana (n. 1906)
- 1º aprile - Frank Meyer, filosofo e politologo statunitense (n. 1909)
- 1º aprile - Paul van den Broeck, bobbista e hockeista su ghiaccio belga (n. 1904)
- 2 aprile - Franz Halder, generale tedesco (n. 1884)
- 3 aprile - Ferde Grofé, compositore e musicista statunitense (n. 1892)
- 3 aprile - Paul Kellner, nuotatore tedesco (n. 1890)
- 4 aprile - Félix Ayat, schermidore francese (n. 1882)
- 4 aprile - Hugo Goetz, nuotatore statunitense (n. 1884)
- 4 aprile - Dougie Gray, calciatore scozzese (n. 1905)
- 4 aprile - Bruno Varalli, calciatore italiano (n. 1903)
- 4 aprile - Stefan Wolpe, compositore tedesco (n. 1902)
- 5 aprile - Brian Donlevy, attore statunitense (n. 1901)
- 5 aprile - Isabel Jewell, attrice statunitense (n. 1907)
- 5 aprile - Pier Angelo Mazzolotti, regista e sceneggiatore italiano (n. 1890)
- 6 aprile - Maurice Cottenet, allenatore di calcio e calciatore francese (n. 1895)
- 6 aprile - Francesco Aurelio Di Bella, aviatore e politico italiano (n. 1914)
- 6 aprile - Heinrich Lübke, politico tedesco (n. 1894)
- 6 aprile - Olaf Pedersen, ginnasta danese (n. 1884)
- 7 aprile - Betty Blythe, attrice statunitense (n. 1893)
- 7 aprile - Piero Calamai, comandante marittimo e militare italiano (n. 1897)
- 7 aprile - Joe Gallo, mafioso statunitense (n. 1929)
- 7 aprile - Abeid Karume, politico tanzaniano (n. 1905)
- 7 aprile - Antonio Mura, pittore e incisore italiano (n. 1902)
- 7 aprile - Jean Tranchant, compositore, cantante e pittore francese (n. 1904)
- 7 aprile - August Zaleski, politico e diplomatico polacco (n. 1883)
- 8 aprile - Sherwin Badger, pattinatore artistico su ghiaccio statunitense (n. 1901)
- 9 aprile - John Stewart Battle, politico statunitense (n. 1890)
- 9 aprile - James Francis Byrnes, politico e statistico statunitense (n. 1882)
- 9 aprile - George Elmer Forsythe, informatico e matematico statunitense (n. 1917)
- 10 aprile - Gwendoline Neligan, schermitrice britannica (n. 1905)
- 11 aprile - Hermann Boehm, ammiraglio tedesco (n. 1884)
- 11 aprile - Carlo Gualandri, attore italiano (n. 1895)
- 11 aprile - Luis Mottura, attore e regista italiano (n. 1901)
- 11 aprile - Reidar Ødegaard, fondista, combinatista nordico e sciatore di pattuglia militare norvegese (n. 1901)
- 11 aprile - George H. Plympton, sceneggiatore statunitense (n. 1889)
- 11 aprile - Dino Provenzal, scrittore italiano (n. 1877)
- 12 aprile - Enrico Felicella, politico italiano (n. 1887)
- 12 aprile - Tom Iredale, zoologo inglese (n. 1880)
- 12 aprile - Arcadio López, calciatore argentino (n. 1910)
- 12 aprile - Kurt Wilhelm Marek, giornalista e scrittore tedesco (n. 1915)
- 12 aprile - Bjarne Røed Larsen, calciatore norvegese (n. 1904)
- 12 aprile - Alberts Šeibelis, calciatore lettone (n. 1906)
- 13 aprile - Dorothy Dalton, attrice statunitense (n. 1893)
- 14 aprile - George Cortlever, nuotatore e pallanuotista olandese (n. 1885)
- 14 aprile - Gunther Langes, militare e scrittore austriaco (n. 1899)
- 16 aprile - Guido Bernardi, politico italiano (n. 1895)
- 16 aprile - Alfredo Ghezzi, artista italiano (n. 1895)
- 16 aprile - Yasunari Kawabata, scrittore giapponese (n. 1899)
- 17 aprile - Jean Engels, ciclista su strada belga (n. 1922)
- 17 aprile - Giovanni Palazzolo, politico e avvocato italiano (n. 1896)
- 18 aprile - Giuseppe Ricci, politico e partigiano italiano (n. 1890)
- 18 aprile - Antal Szabó, calciatore ungherese (n. 1910)
- 19 aprile - Ezio D'Errico, scrittore e sceneggiatore italiano (n. 1892)
- 20 aprile - Enrico Cagna Cabiati, compositore, arrangiatore e pianista italiano (n. 1912)
- 20 aprile - Frederick Vinton Hunt, fisico statunitense (n. 1905)
- 20 aprile - Luigi Saraceni, dirigente sportivo e calciatore italiano (n. 1903)
- 21 aprile - Alessandro De Gaglia, politico e avvocato italiano (n. 1895)
- 21 aprile - Jorge Mistral, attore spagnolo (n. 1920)
- 24 aprile - Fernando Amorsolo, pittore filippino (n. 1892)
- 24 aprile - Jacques Denis, ingegnere e aracnologo francese (n. 1902)
- 24 aprile - Alberto Piccinini, allenatore di calcio e calciatore italiano (n. 1923)
- 24 aprile - Jamini Roy, pittore indiano (n. 1887)
- 25 aprile - Maurice Bigué, calciatore francese (n. 1886)
- 25 aprile - Umberto Brustio, dirigente d'azienda e imprenditore italiano (n. 1878)
- 25 aprile - Alfred J. Goulding, regista e sceneggiatore australiano (n. 1896)
- 25 aprile - Oreste Marcoz, avvocato e politico italiano (n. 1905)
- 25 aprile - Candida Colosimo, pittrice italiana (n. 1878)
- 25 aprile - George Sanders, attore britannico (n. 1906)
- 25 aprile - Corrado Tedeschi, editore italiano (n. 1899)
- 26 aprile - Maurice Delannoy, scultore, incisore e medaglista francese (n. 1885)
- 26 aprile - Margaret Bonds, pianista, compositrice e arrangiatrice statunitense (n. 1913)
- 26 aprile - Johann Reichhart, boia tedesco (n. 1893)
- 27 aprile - Gabriel Ferrater, poeta spagnolo (n. 1922)
- 27 aprile - Kwame Nkrumah, rivoluzionario e politico ghanese (n. 1909)
- 28 aprile - Josef Maloun, calciatore cecoslovacco (n. 1905)
- 28 aprile - Rainer von Fieandt, politico finlandese (n. 1890)
- 29 aprile - Isak Abrahamsen, ginnasta norvegese (n. 1891)
- 29 aprile - Ntare Ndizeye, sovrano burundese (n. 1947)
- 29 aprile - Juti Ravenna, pittore e critico d'arte italiano (n. 1897)
- 30 aprile - Clara Campoamor, avvocata e politica spagnola (n. 1888)
- 30 aprile - Egidio Girelli, scultore italiano (n. 1878)
- 30 aprile - Joseph Ryan, canottiere statunitense (n. 1879)
- 30 aprile - Gia Scala, attrice britannica (n. 1934)

## Maggio(92)
- 1º maggio - Sally Kirkland, giornalista statunitense (n. 1912)
- 2 maggio - Henri Diamant-Berger, regista, sceneggiatore e produttore cinematografico francese (n. 1895)
- 2 maggio - J. Edgar Hoover, funzionario statunitense (n. 1895)
- 2 maggio - Rudolf Krupitzer, ginnasta e multiplista statunitense (n. 1879)
- 2 maggio - Ernst Zierke, militare tedesco (n. 1905)
- 3 maggio - Emil Breitkreutz, mezzofondista statunitense (n. 1883)
- 3 maggio - Bruce Cabot, attore statunitense (n. 1904)
- 4 maggio - Horst Großmann, militare tedesco (n. 1891)
- 4 maggio - Edward Calvin Kendall, chimico e biochimico statunitense (n. 1886)
- 4 maggio - Tito Manlio, paroliere italiano (n. 1901)
- 4 maggio - Giovanni Leopoldo di Sassonia-Coburgo-Gotha, filatelista tedesco (n. 1906)
- 4 maggio - Manny Ziener, attrice tedesca (n. 1887)
- 5 maggio - Roger Courtois, calciatore e allenatore di calcio francese (n. 1912)
- 5 maggio - Reverendo Gary Davis, compositore, cantante e chitarrista statunitense (n. 1896)
- 5 maggio - Franco Indovina, regista cinematografico italiano (n. 1932)
- 5 maggio - Charles Mayer, pugile statunitense (n. 1882)
- 5 maggio - Josep Samitier, calciatore e allenatore di calcio spagnolo (n. 1902)
- 5 maggio - Martiros Sergeevič Sar'jan, pittore sovietico (n. 1880)
- 5 maggio - Frank Tashlin, regista cinematografico e sceneggiatore statunitense (n. 1913)
- 6 maggio - Pasquale Marconi, medico e politico italiano (n. 1898)
- 6 maggio - Paul Mehl, calciatore tedesco (n. 1912)
- 6 maggio - Fulbert Youlou, politico e presbitero della Repubblica del Congo (n. 1917)
- 7 maggio - Ralph Eugene Meatyard, fotografo statunitense (n. 1925)
- 7 maggio - Rosa Porten, attrice, sceneggiatrice e regista tedesca (n. 1884)
- 7 maggio - Franco Serantini, anarchico italiano (n. 1951)
- 8 maggio - Alberto Carocci, scrittore e giornalista italiano (n. 1904)
- 8 maggio - Bogusław Miedziński, militare, politico e giornalista polacco (n. 1891)
- 8 maggio - Giuseppe Vilardi, imprenditore, dirigente sportivo e politico italiano (n. 1899)
- 9 maggio - Evelyn Jamison, storica inglese (n. 1877)
- 9 maggio - Aleksej Zinov'evič Petrov, matematico russo (n. 1910)
- 9 maggio - Fritz Schulz, attore, regista e cantante tedesco (n. 1896)
- 10 maggio - Winifred Beamish, tennista britannica (n. 1883)
- 10 maggio - Giovanni Bertone, imprenditore e carrozziere italiano (n. 1884)
- 10 maggio - Francisco Bores, pittore spagnolo (n. 1898)
- 10 maggio - Boris Ėmmanuilovič Chajkin, direttore d'orchestra bielorusso (n. 1904)
- 10 maggio - Rhys Gemmell, tennista australiano (n. 1896)
- 10 maggio - Colonnello Toon, aviatore e militare vietnamita
- 11 maggio - E. V. Rieu, traduttore e editore britannico (n. 1887)
- 11 maggio - Alfredo Serri, pittore italiano (n. 1898)
- 12 maggio - Lionel Penrose, psichiatra e genetista britannico (n. 1898)
- 12 maggio - Arkadij Aleksandrovič Plastov, pittore e incisore russo (n. 1893)
- 13 maggio - Dan Blocker, attore statunitense (n. 1928)
- 13 maggio - Plinio Farina, calciatore italiano (n. 1902)
- 13 maggio - Donald Killeen, mafioso statunitense (n. 1923)
- 13 maggio - Ernő Vámos, calciatore ungherese (n. 1898)
- 14 maggio - Sándor Radó, psicoanalista e medico ungherese (n. 1890)
- 15 maggio - Nigel Green, attore sudafricano (n. 1924)
- 15 maggio - Romas Kalanta, attivista lituano (n. 1953)
- 15 maggio - Michel Kayoya, presbitero, poeta e filosofo burundese (n. 1934)
- 16 maggio - Heribert von Larisch, generale tedesco (n. 1894)
- 17 maggio - Giannina Chiantoni, attrice italiana (n. 1881)
- 17 maggio - Gordon Lowe, tennista britannico (n. 1884)
- 18 maggio - Sidney Franklin, regista, produttore cinematografico e attore statunitense (n. 1893)
- 18 maggio - Silvio Polloni, pittore e disegnatore italiano (n. 1888)
- 18 maggio - Danny Whitten, cantautore e chitarrista statunitense (n. 1943)
- 19 maggio - Narciso Alonso Cortés, saggista spagnolo (n. 1875)
- 19 maggio - Nicola Groppa, magistrato italiano (n. 1890)
- 19 maggio - Armando Nisti, rugbista a 15 e allenatore di hockey su prato italiano (n. 1898)
- 19 maggio - Rito Selvaggi, compositore, direttore d'orchestra e pianista italiano (n. 1898)
- 20 maggio - Paolo Bianchi, ciclista su strada italiano (n. 1908)
- 21 maggio - Mario Bandini, economista italiano (n. 1907)
- 22 maggio - Jacopo Comin, regista e sceneggiatore italiano (n. 1901)
- 22 maggio - Cecil Day-Lewis, poeta, scrittore e traduttore britannico (n. 1904)
- 22 maggio - Bernabé Ferreyra, calciatore argentino (n. 1909)
- 22 maggio - Margaret Rutherford, attrice britannica (n. 1892)
- 22 maggio - Andor Szende, pattinatore artistico su ghiaccio ungherese (n. 1886)
- 23 maggio - Richard Day, scenografo statunitense (n. 1896)
- 23 maggio - Alfréd Forbáth, architetto e urbanista ungherese (n. 1897)
- 23 maggio - Nino Pagot, fumettista, animatore e regista italiano (n. 1908)
- 23 maggio - Mercedes Santamarina, collezionista d'arte e mecenate argentina (n. 1896)
- 24 maggio - Tarcisio Vincenzo Benedetti, vescovo cattolico italiano (n. 1899)
- 24 maggio - Edwin Dutton, calciatore tedesco (n. 1890)
- 24 maggio - Ettore Fecchi, paroliere, sceneggiatore e regista italiano (n. 1911)
- 24 maggio - Asta Nielsen, attrice danese (n. 1881)
- 25 maggio - Zurga Tirelli, calciatore italiano (n. 1897)
- 26 maggio - Armandinho, calciatore brasiliano (n. 1911)
- 26 maggio - Edna Goodrich, attrice cinematografica statunitense (n. 1883)
- 27 maggio - Luigi De Manes, allenatore di calcio e calciatore italiano (n. 1900)
- 27 maggio - José Garibi y Rivera, cardinale e arcivescovo cattolico messicano (n. 1889)
- 27 maggio - David Hall, mezzofondista statunitense (n. 1875)
- 27 maggio - Mohammed Karim, regista, sceneggiatore e montatore egiziano (n. 1896)
- 28 maggio - Edoardo VIII del Regno Unito, re britannico (n. 1894)
- 28 maggio - Violette Leduc, scrittrice francese (n. 1907)
- 29 maggio - Moe Berg, giocatore di baseball e agente segreto statunitense (n. 1902)
- 29 maggio - Lucian Bernhard, pubblicitario tedesco (n. 1883)
- 29 maggio - Francesco Delpiano, presbitero, missionario e architetto italiano (n. 1930)
- 29 maggio - Prithviraj Kapoor, attore indiano (n. 1901)
- 29 maggio - Gaetano Piccinini, presbitero italiano (n. 1904)
- 29 maggio - Stephen Timoshenko, ingegnere e matematico statunitense (n. 1878)
- 29 maggio - Emma Vecla, cantante lirica francese (n. 1877)
- 31 maggio - Walter Jackson Freeman II, medico e neurologo statunitense (n. 1895)
- 31 maggio - Verenin Grazia, sindacalista, partigiano e politico italiano (n. 1898)

## Giugno(81)
- 1º giugno - Russell Mack, regista statunitense (n. 1892)
- 1º giugno - Fritz Weber, ufficiale e scrittore austriaco (n. 1895)
- 3 giugno - Martin Boyd, scrittore australiano (n. 1893)
- 3 giugno - Orlando Teani, ciclista su strada italiano (n. 1910)
- 5 giugno - Louis Mottiat, ciclista su strada belga (n. 1889)
- 5 giugno - Ryūkichi Tanaka, generale giapponese (n. 1893)
- 6 giugno - Abraham Adrian Albert, matematico statunitense (n. 1905)
- 6 giugno - Chen Yi, politico e generale cinese (n. 1901)
- 6 giugno - Marcello Morelli, scrittore e presbitero italiano (n. 1886)
- 7 giugno - Andrej Budal, scrittore, giornalista e traduttore sloveno (n. 1889)
- 7 giugno - Umberto Vittorio Cavassa, giornalista italiano (n. 1890)
- 8 giugno - Antoni Kępiński, medico polacco (n. 1918)
- 9 giugno - Rudolf Belling, scultore tedesco (n. 1886)
- 9 giugno - Cees ten Cate, calciatore olandese (n. 1890)
- 9 giugno - Gilberto Parlotti, pilota motociclistico italiano (n. 1940)
- 9 giugno - Robert Pobožný, vescovo cattolico slovacco (n. 1890)
- 10 giugno - Gino Colognesi, scultore e pittore italiano (n. 1899)
- 10 giugno - Josef Hlouch, vescovo cattolico ceco (n. 1902)
- 10 giugno - Salvatore Sanfilippo, politico italiano (n. 1907)
- 11 giugno - Abdelhamid Abdou, calciatore egiziano (n. 1905)
- 11 giugno - Evgenij Babič, hockeista su ghiaccio e calciatore sovietico (n. 1921)
- 11 giugno - Jo Bonnier, pilota automobilistico svedese (n. 1930)
- 12 giugno - Saul Alinsky, attivista e scrittore statunitense (n. 1909)
- 12 giugno - Ludwig von Bertalanffy, biologo austriaco (n. 1901)
- 12 giugno - Alfeo Bertin, traduttore, critico letterario e poeta italiano (n. 1930)
- 12 giugno - Folke Bohlin, velista svedese (n. 1903)
- 12 giugno - Jack Guest, canottiere canadese (n. 1906)
- 12 giugno - Al Koran, illusionista britannico (n. 1917)
- 12 giugno - Edmund Wilson, critico letterario, giornalista e scrittore statunitense (n. 1895)
- 13 giugno - Georg von Békésy, neurofisiologo e biofisico ungherese (n. 1899)
- 13 giugno - Nathan Bor, pugile statunitense (n. 1913)
- 13 giugno - Tito Cesare Canovai, politico e prefetto italiano (n. 1888)
- 13 giugno - Clyde McPhatter, cantante statunitense (n. 1932)
- 13 giugno - Robert Sherbrooke, ammiraglio britannico (n. 1901)
- 14 giugno - Leila Diniz, attrice brasiliana (n. 1945)
- 14 giugno - Philip J. Philbin, politico statunitense (n. 1898)
- 14 giugno - Glyn Simon, arcivescovo anglicano britannico (n. 1903)
- 15 giugno - Luís Alonso Pérez, allenatore di calcio brasiliano (n. 1922)
- 16 giugno - Elio Ruffo, regista italiano (n. 1921)
- 17 giugno - Jean Brochard, attore francese (n. 1893)
- 17 giugno - Johánnes Gunnarsson, vescovo cattolico islandese (n. 1897)
- 17 giugno - Gale Henry, attrice statunitense (n. 1893)
- 17 giugno - Ellen Schwanneke, attrice tedesca (n. 1906)
- 18 giugno - Friedrich Baethgen, storico tedesco (n. 1890)
- 18 giugno - Enzo Cozzolino, alpinista italiano (n. 1948)
- 18 giugno - Milton Lasell Humason, astronomo statunitense (n. 1891)
- 19 giugno - Giovanni Cultrone, mezzofondista e siepista italiano (n. 1916)
- 19 giugno - Helge Rosvænge, tenore danese (n. 1897)
- 21 giugno - Nihat Bekdik, calciatore turco (n. 1902)
- 21 giugno - Giorgio Sisini, editore e ingegnere italiano (n. 1901)
- 22 giugno - Elton Britt, cantante statunitense (n. 1913)
- 22 giugno - Paul Czinner, regista, scrittore e produttore cinematografico ungherese (n. 1890)
- 22 giugno - Vladimir Durković, calciatore jugoslavo (n. 1937)
- 22 giugno - Sergio Sergi, antropologo italiano (n. 1878)
- 23 giugno - Hans Jenny, medico svizzero (n. 1904)
- 23 giugno - Akaki Khorava, attore georgiano (n. 1896)
- 23 giugno - Werner Klingler, regista e attore tedesco (n. 1903)
- 23 giugno - Johannes Hendrik Olav Smit, vescovo cattolico olandese (n. 1883)
- 24 giugno - Charles Gray Catto, aviatore statunitense (n. 1896)
- 24 giugno - Isabelle White, tuffatrice britannica (n. 1894)
- 24 giugno - Alice Pashkus, pedagoga e musicista tedesca (n. 1911)
- 24 giugno - Raymond Priestley, geologo, geografo e esploratore britannico (n. 1886)
- 24 giugno - Pedro Theberge, pallanuotista brasiliano (n. 1908)
- 25 giugno - Nat Fleischer, scrittore e storico statunitense (n. 1887)
- 25 giugno - Ado Kraemer, compositore di scacchi e enologo tedesco (n. 1898)
- 25 giugno - Jean de Breteuil, nobile e criminale francese (n. 1949)
- 25 giugno - Attilio Manenti, politico italiano (n. 1921)
- 25 giugno - Günther Simon, attore tedesco (n. 1925)
- 25 giugno - Jan Wils, architetto olandese (n. 1891)
- 26 giugno - Luigi Bianchi D'Espinosa, magistrato e partigiano italiano (n. 1911)
- 26 giugno - David Lichine, ballerino russo (n. 1910)
- 26 giugno - Guy Mitchell, cestista statunitense (n. 1923)
- 27 giugno - Thomy Bourdelle, attore francese (n. 1891)
- 27 giugno - Aïcha Goblet, modella, attrice teatrale e danzatrice francese (n. 1894)
- 27 giugno - Luigi Vercelli, calciatore italiano (n. 1898)
- 28 giugno - Prasanta Chandra Mahalanobis, statistico e scienziato indiano (n. 1893)
- 29 giugno - Giulio Confalonieri, musicologo, compositore e pianista italiano (n. 1896)
- 29 giugno - Riccardo Gatti, ceramista e scultore italiano (n. 1886)
- 30 giugno - Joe Deakin, mezzofondista britannico (n. 1876)
- 30 giugno - Boby Lapointe, cantante francese (n. 1922)
- 30 giugno - Jurij Vladimirovič Linnik, matematico sovietico (n. 1915)

## Luglio(87)
- 1º luglio - Herman Lipót, pittore ungherese (n. 1884)
- 2 luglio - Edmond Apéti Kossivi, calciatore togolese (n. 1946)
- 2 luglio - Vigilio Gottardi, attore italiano (n. 1909)
- 2 luglio - Lena Svedberg, artista svedese (n. 1946)
- 3 luglio - Vittorio Mascheroni, musicista e compositore italiano (n. 1895)
- 3 luglio - Mississippi Fred McDowell, cantante e chitarrista statunitense (n. 1904)
- 3 luglio - Hal Walker, regista statunitense (n. 1896)
- 4 luglio - Luigi Sarullo, storico dell'arte italiano (n. 1906)
- 4 luglio - Eduard Scherrer, bobbista svizzero (n. 1890)
- 4 luglio - Orazio Toschi, pittore italiano (n. 1887)
- 5 luglio - Ray Buivid, giocatore di football americano statunitense (n. 1915)
- 5 luglio - Fonty Flock, pilota automobilistico statunitense (n. 1920)
- 5 luglio - Raúl Leoni, politico venezuelano (n. 1905)
- 6 luglio - Thermon Blacklidge, cestista statunitense (n. 1920)
- 6 luglio - Brandon De Wilde, attore statunitense (n. 1942)
- 6 luglio - Paul Due, calciatore norvegese (n. 1889)
- 6 luglio - Gerald Hamer, attore britannico (n. 1886)
- 7 luglio - Atenagora di Costantinopoli, arcivescovo ortodosso greco (n. 1886)
- 7 luglio - Charles Louis de Beaumont, schermidore britannico (n. 1902)
- 7 luglio - Zora Folley, pugile statunitense (n. 1931)
- 7 luglio - Johan Jacobsen, regista, sceneggiatore e produttore cinematografico danese (n. 1912)
- 7 luglio - Talal di Giordania, sovrano giordano (n. 1909)
- 7 luglio - Gustav Wiederkehr, dirigente sportivo svizzero (n. 1905)
- 8 luglio - Ghassan Kanafani, scrittore, giornalista e attivista palestinese (n. 1936)
- 9 luglio - Luis Arrieta, calciatore argentino (n. 1914)
- 9 luglio - Robert Weede, baritono statunitense (n. 1903)
- 10 luglio - Frank Gailey, nuotatore statunitense (n. 1882)
- 10 luglio - Harmon Jones, regista e montatore canadese (n. 1911)
- 10 luglio - Gejus van der Meulen, calciatore olandese (n. 1903)
- 11 luglio - Carlo Ballerini, calciatore italiano (n. 1903)
- 12 luglio - Aloisia Brial, regina (n. 1895)
- 12 luglio - Serge Golon, scrittore francese (n. 1903)
- 12 luglio - Raymond Janin, bizantinista francese (n. 1882)
- 14 luglio - Gérard Philips, teologo belga (n. 1899)
- 15 luglio - Duilio Salatin, calciatore brasiliano (n. 1906)
- 15 luglio - Martin Wight, politologo e storico britannico (n. 1913)
- 16 luglio - Thomas Eboli, mafioso italiano (n. 1911)
- 16 luglio - Lorenzo Ruggi, scrittore, saggista e commediografo italiano (n. 1883)
- 17 luglio - Albino Donati, politico italiano (n. 1902)
- 17 luglio - Oscar Engelstad, ginnasta norvegese (n. 1882)
- 17 luglio - Eduard Macheiner, arcivescovo cattolico austriaco (n. 1907)
- 18 luglio - Enrique Gainzarain, calciatore argentino (n. 1904)
- 18 luglio - Göran Gentele, attore e regista svedese (n. 1917)
- 18 luglio - Harold Miller, attore statunitense (n. 1884)
- 19 luglio - Richard Duckett, giocatore di lacrosse canadese (n. 1884)
- 19 luglio - Aarne Lindholm, atleta finlandese (n. 1889)
- 19 luglio - Hans Schneider, pallanuotista tedesco (n. 1909)
- 20 luglio - Friedrich Flick, imprenditore e criminale di guerra tedesco (n. 1883)
- 20 luglio - Paul Herman, cestista statunitense (n. 1921)
- 20 luglio - Ferenc Körmendi, scrittore ungherese (n. 1900)
- 21 luglio - Ralph Craig, velocista statunitense (n. 1889)
- 21 luglio - Donald MacKenzie, attore e regista scozzese (n. 1879)
- 21 luglio - Salvadora Medina Onrubia, giornalista, scrittrice e attivista argentina (n. 1894)
- 21 luglio - Adolfo Romano, scultore e pittore italiano (n. 1894)
- 21 luglio - Jigme Dorji Wangchuck, re bhutanese (n. 1929)
- 21 luglio - Giovanni Zerbetto, partigiano e imprenditore italiano (n. 1906)
- 22 luglio - Giuseppe Cognata, vescovo cattolico italiano (n. 1885)
- 22 luglio - Vilmos Diószegi, etnografo e orientalista ungherese (n. 1923)
- 23 luglio - Max Aub, scrittore, drammaturgo e poeta spagnolo (n. 1903)
- 23 luglio - Adolfo Casais Monteiro, poeta, scrittore e critico letterario portoghese (n. 1908)
- 23 luglio - Mario Rimoldi, collezionista d'arte, imprenditore e politico italiano (n. 1900)
- 23 luglio - George Alan Thomas, scacchista, giocatore di badminton e tennista britannico (n. 1881)
- 24 luglio - John Fuhrer, triplista e allenatore di football americano statunitense (n. 1880)
- 24 luglio - Gino Gatta, partigiano e politico italiano (n. 1909)
- 24 luglio - Florian Grzechowiak, cestista e allenatore di pallacanestro polacco (n. 1914)
- 24 luglio - Lance Reventlow, pilota automobilistico statunitense (n. 1936)
- 25 luglio - Carlo Agostoni, schermidore italiano (n. 1909)
- 25 luglio - Américo Castro, filologo, storico e critico letterario spagnolo (n. 1885)
- 25 luglio - Allen Erwin Gant, imprenditore e inventore statunitense (n. 1898)
- 26 luglio - Joop Boutmy, calciatore olandese (n. 1894)
- 26 luglio - Achille Funi, pittore italiano (n. 1890)
- 26 luglio - Julio Peña, attore spagnolo (n. 1912)
- 27 luglio - Richard Nikolaus di Coudenhove-Kalergi, politico e filosofo austriaco (n. 1894)
- 27 luglio - Allen J. Ellender, politico statunitense (n. 1890)
- 27 luglio - Murray Mendenhall, allenatore di pallacanestro statunitense (n. 1898)
- 27 luglio - Arnolds Spekke, scrittore, diplomatico e storico lettone (n. 1887)
- 28 luglio - Giulio Preti, filosofo italiano (n. 1911)
- 28 luglio - Helen Traubel, soprano statunitense (n. 1899)
- 29 luglio - Aleksandr Trofimovič Petrov, calciatore sovietico (n. 1925)
- 30 luglio - Mór Kóczán, giavellottista ungherese (n. 1885)
- 30 luglio - Leonardo Mazzoli, pilota motonautico italiano (n. 1935)
- 30 luglio - Jackie Robinson, calciatore inglese (n. 1917)
- 30 luglio - Charles Yuill, politico canadese (n. 1889)
- 31 luglio - Jan Diddens, calciatore belga (n. 1906)
- 31 luglio - Alfons Gorbach, politico austriaco (n. 1898)
- 31 luglio - Ivan Möller, velocista, ostacolista e altista svedese (n. 1884)
- 31 luglio - Paul-Henri Spaak, politico belga (n. 1899)

## Agosto(89)
- 1º agosto - Pietro Ghersi, pilota automobilistico e pilota motociclistico italiano (n. 1899)
- 1º agosto - Emilio Giaccone, educatore italiano (n. 1902)
- 1º agosto - Josef Hagler, calciatore austriaco (n. 1893)
- 1º agosto - Erwin Madelung, fisico e cristallografo tedesco (n. 1881)
- 2 agosto - Vadim Borisovskij, violista sovietico (n. 1900)
- 2 agosto - Rudolph Ganz, compositore, pianista e direttore d'orchestra svizzero (n. 1877)
- 4 agosto - Ján Jamnický, attore, regista teatrale e sceneggiatore slovacco (n. 1908)
- 4 agosto - Norah Lange, scrittrice e poetessa argentina (n. 1905)
- 4 agosto - Tor Norberg, ginnasta svedese (n. 1880)
- 5 agosto - Walter How, marinaio e esploratore britannico (n. 1885)
- 5 agosto - Fred LaCour, cestista statunitense (n. 1938)
- 5 agosto - Mezz Mezzrow, clarinettista, sassofonista e direttore d'orchestra statunitense (n. 1899)
- 6 agosto - Donald MacDonald, attore e regista statunitense (n. 1886)
- 7 agosto - Artie Bell, pilota motociclistico britannico (n. 1914)
- 7 agosto - Christian Hansen, generale tedesco (n. 1885)
- 7 agosto - Joi Lansing, attrice statunitense (n. 1929)
- 7 agosto - Aspasia Manos, principessa greca (n. 1896)
- 7 agosto - Tom Neal, attore statunitense (n. 1914)
- 7 agosto - Aldo Vitali, enigmista italiano (n. 1890)
- 8 agosto - Andrea Feldman, attrice statunitense (n. 1948)
- 8 agosto - Eddie Machen, pugile statunitense (n. 1932)
- 9 agosto - Gaby André, attrice francese (n. 1920)
- 9 agosto - Hector Martin, ciclista su strada belga (n. 1898)
- 9 agosto - Antonio Renzi, economista italiano (n. 1895)
- 9 agosto - Antonino Varvaro, politico italiano (n. 1892)
- 9 agosto - Ernst von Salomon, scrittore e militare tedesco (n. 1902)
- 10 agosto - John Torstensson, calciatore svedese (n. 1896)
- 11 agosto - Teresa Franchini, attrice italiana (n. 1877)
- 11 agosto - Józef Lange, pistard polacco (n. 1897)
- 11 agosto - Gaetano Marzotto, imprenditore e mecenate italiano (n. 1894)
- 11 agosto - Rose Schneiderman, attivista statunitense (n. 1882)
- 11 agosto - Max Theiler, medico sudafricano (n. 1899)
- 11 agosto - William Webb, avvocato australiano (n. 1887)
- 13 agosto - Carl Malmsten, designer svedese (n. 1888)
- 13 agosto - Juan Touzón, avvocato spagnolo (n. 1898)
- 13 agosto - Patrick Waltz, attore statunitense (n. 1924)
- 14 agosto - Paolo Giobbe, cardinale e arcivescovo cattolico italiano (n. 1880)
- 14 agosto - Aleksandr Il'ič Lejpunskij, fisico e ingegnere sovietico (n. 1903)
- 14 agosto - Oscar Levant, compositore, pianista e attore statunitense (n. 1906)
- 14 agosto - Jules Romains, scrittore francese (n. 1885)
- 15 agosto - Giuseppe Pipin Ferrari, pittore, scrittore e giornalista italiano (n. 1904)
- 15 agosto - Armando Fragna, musicista e compositore italiano (n. 1898)
- 15 agosto - Marian Kukiel, storico e generale polacco (n. 1885)
- 15 agosto - Gaddo Treves, psichiatra e attore italiano (n. 1916)
- 16 agosto - Pierre Brasseur, attore francese (n. 1905)
- 16 agosto - Leo Gottlieb, cestista statunitense (n. 1920)
- 16 agosto - Mohamed Oufkir, generale e politico marocchino (n. 1920)
- 16 agosto - Martim Silveira, calciatore brasiliano (n. 1911)
- 16 agosto - Vincenzo Talarico, giornalista, sceneggiatore e attore italiano (n. 1909)
- 17 agosto - Aleksandr Valentinovič Vampilov, drammaturgo sovietico (n. 1937)
- 18 agosto - Ljubov' Nikolaevna Egorova, ballerina russa (n. 1880)
- 18 agosto - Roger K. Furse, costumista e scenografo britannico (n. 1903)
- 18 agosto - Silvio Salza, ammiraglio italiano (n. 1879)
- 19 agosto - Nevile Bland, diplomatico inglese (n. 1886)
- 19 agosto - Alfonso Motolese, oculista e politico italiano (n. 1904)
- 19 agosto - James Patterson, attore statunitense (n. 1932)
- 20 agosto - Nichifor Crainic, filosofo, giornalista e politico rumeno (n. 1889)
- 20 agosto - Alfredo Notti, calciatore e allenatore di calcio italiano (n. 1908)
- 20 agosto - Harold Rainsford Stark, ammiraglio statunitense (n. 1880)
- 21 agosto - Heinz Ziegler, generale tedesco (n. 1894)
- 22 agosto - Sanzio Blasi, scultore italiano (n. 1895)
- 22 agosto - Muhamméd-Gabdulháj Kurbangalíev, insegnante, religioso e attivista russo (n. 1889)
- 22 agosto - Ángel Romano, calciatore uruguaiano (n. 1893)
- 23 agosto - Giuseppe Biondelli, diplomatico, saggista e ufficiale italiano (n. 1890)
- 23 agosto - Georg von Braun, cavaliere svedese (n. 1886)
- 23 agosto - Maiola Kalili, nuotatore statunitense (n. 1909)
- 23 agosto - Arthur Russell, siepista britannico (n. 1886)
- 24 agosto - Antonio Blasevich, calciatore e allenatore di calcio jugoslavo (n. 1902)
- 24 agosto - Don Byas, sassofonista statunitense (n. 1912)
- 24 agosto - Francesco Coradini, musicista, musicologo e presbitero italiano (n. 1881)
- 24 agosto - Jin'ichi Kusaka, ammiraglio giapponese (n. 1888)
- 24 agosto - David Ross Lederman, regista statunitense (n. 1894)
- 24 agosto - Lucien Rebatet, scrittore e giornalista francese (n. 1903)
- 24 agosto - Emmanuel Sougez, fotografo francese (n. 1889)
- 25 agosto - Magnus Konow, velista norvegese (n. 1887)
- 26 agosto - Francis Chichester, aviatore e navigatore britannico (n. 1901)
- 27 agosto - Angelo Dell'Acqua, cardinale e arcivescovo cattolico italiano (n. 1903)
- 28 agosto - Webster Campbell, attore, regista e sceneggiatore statunitense (n. 1893)
- 28 agosto - Gustaf Grönberger, tiratore di fune svedese (n. 1882)
- 28 agosto - René Leibowitz, compositore, musicologo e direttore d'orchestra francese (n. 1913)
- 28 agosto - William di Gloucester, principe britannico (n. 1941)
- 29 agosto - Lale Andersen, cantante tedesca (n. 1905)
- 29 agosto - Francesco Taormina, politico e avvocato italiano (n. 1903)
- 30 agosto - Augusto Bertazzoni, arcivescovo cattolico italiano (n. 1876)
- 30 agosto - Lucien Gamblin, calciatore e giornalista francese (n. 1890)
- 30 agosto - Clemente Morando, calciatore e allenatore di calcio italiano (n. 1899)
- 30 agosto - Willy Schwabacher, numismatico tedesco (n. 1897)
- 31 agosto - Henry Fierz, ingegnere aeronautico svizzero (n. 1897)
- 31 agosto - Domenico Forges-Davanzati, produttore cinematografico italiano (n. 1913)

## Settembre(81)
- 1º settembre - Luigi Gianturco, avvocato e politico italiano (n. 1894)
- 1º settembre - Tor Lund, ginnasta norvegese (n. 1888)
- 1º settembre - Domenico Rambelli, scultore italiano (n. 1886)
- 2 settembre - Marinus Anton Donk, micologo olandese (n. 1908)
- 2 settembre - Reggie Harding, cestista statunitense (n. 1942)
- 2 settembre - Ivan Stepanovič Jumašev, ammiraglio e politico sovietico (n. 1895)
- 2 settembre - Walter Schneiter, calciatore svizzero (n. 1923)
- 2 settembre - Karl Silberbauer, militare austriaco (n. 1911)
- 3 settembre - Giovanni Perlingieri, avvocato e politico italiano (n. 1906)
- 3 settembre - Luigi Saccenti, architetto italiano (n. 1895)
- 4 settembre - Aage Jørgensen, ginnasta danese (n. 1900)
- 4 settembre - Jules Monsallier, calciatore francese (n. 1907)
- 5 settembre - Viktor Illarionovič Ivčenko, regista cinematografico sovietico (n. 1912)
- 5 settembre - Juan Puig Elias, anarchico, pedagogista e politico spagnolo (n. 1898)
- 5 settembre - Yossef Romano, sollevatore israeliano (n. 1940)
- 5 settembre - Mark Slavin, lottatore israeliano (n. 1954)
- 6 settembre - Gustavo Del Vecchio, economista e politico italiano (n. 1883)
- 6 settembre - Luis Martínez de Irujo y Artázcoz, nobile spagnolo (n. 1919)
- 6 settembre - Fortunato La Camera, politico italiano (n. 1898)
- 6 settembre - Francesco Marinaro, politico italiano (n. 1892)
- 7 settembre - Luigi Carlo Daneri, architetto italiano (n. 1900)
- 7 settembre - Jacques Pirenne, egittologo belga (n. 1891)
- 8 settembre - Warren Kealoha, nuotatore statunitense (n. 1904)
- 9 settembre - Josef Bohumil Souček, teologo e biblista ceco (n. 1902)
- 11 settembre - Jean-Rosière-Eugène Arnaud, missionario e vescovo cattolico francese (n. 1904)
- 11 settembre - Vincenzo Filippone-Thaulero, filosofo, sociologo e poeta italiano (n. 1930)
- 11 settembre - Max Fleischer, animatore e produttore cinematografico polacco (n. 1883)
- 11 settembre - Riccardo Isada, calciatore italiano (n. 1911)
- 12 settembre - William Boyd, attore statunitense (n. 1895)
- 12 settembre - Vincenzo Menghi, politico italiano (n. 1888)
- 13 settembre - Timothy Bowes-Lyon, XVI conte di Strathmore e Kinghorne, nobile britannico (n. 1918)
- 13 settembre - Sandro Zambelli, dirigente sportivo italiano (n. 1886)
- 14 settembre - Jean-Jacques Bernard, commediografo e scrittore francese (n. 1888)
- 14 settembre - Louise Boyd, esploratrice, fotografa e botanica statunitense (n. 1887)
- 14 settembre - Arnaldo Carli, ciclista su strada e pistard italiano (n. 1901)
- 14 settembre - Lane Chandler, attore statunitense (n. 1899)
- 14 settembre - Hedwig von Trapp, cantante austriaca (n. 1917)
- 14 settembre - Ottorino Zanon, presbitero italiano (n. 1915)
- 15 settembre - Ásgeir Ásgeirsson, politico islandese (n. 1894)
- 15 settembre - Georges Berry, allenatore di calcio e calciatore inglese (n. 1904)
- 15 settembre - Geoffrey Fisher, vescovo anglicano britannico (n. 1887)
- 15 settembre - Erwin Hagedorn, assassino seriale tedesco (n. 1952)
- 15 settembre - Henry Kent Hewitt, ammiraglio statunitense (n. 1887)
- 16 settembre - Jan de Natris, calciatore olandese (n. 1895)
- 17 settembre - Thomas L. Sprague, ammiraglio statunitense (n. 1894)
- 17 settembre - Akim Tamiroff, attore armeno (n. 1899)
- 18 settembre - Leo Bauer, politico e giornalista tedesco (n. 1912)
- 18 settembre - Per Bertilsson, ginnasta svedese (n. 1892)
- 18 settembre - Bohuslav Fuchs, architetto e artista ceco (n. 1895)
- 18 settembre - Ian Smith, rugbista a 15 scozzese (n. 1903)
- 19 settembre - Robert Casadesus, pianista e compositore francese (n. 1899)
- 19 settembre - Domenico De Leonardis, politico italiano (n. 1893)
- 19 settembre - Giuseppe Mangione, sceneggiatore italiano (n. 1908)
- 19 settembre - Antonio Scaramuzza, generale italiano (n. 1902)
- 21 settembre - Albert Beier, calciatore tedesco (n. 1900)
- 21 settembre - Heitor Marcelino Domingues, calciatore brasiliano (n. 1898)
- 21 settembre - Henry de Montherlant, scrittore, drammaturgo e poeta francese (n. 1895)
- 22 settembre - Boris Livanov, attore sovietico (n. 1904)
- 23 settembre - Pierre Abadie-Landel, pittore francese (n. 1896)
- 23 settembre - Michèle Philippe, attrice francese (n. 1926)
- 24 settembre - Carlos Branco, canottiere e pallanuotista brasiliano (n. 1898)
- 24 settembre - Nicholas Christofilos, fisico statunitense (n. 1916)
- 24 settembre - Adriaan Fokker, fisico e musicista olandese (n. 1887)
- 25 settembre - Eleanor Glueck, criminologa statunitense (n. 1898)
- 25 settembre - Alejandra Pizarnik, poetessa e traduttrice argentina (n. 1936)
- 25 settembre - Bill Rawlings, calciatore inglese (n. 1896)
- 25 settembre - Paul Tutmarc, musicista statunitense (n. 1896)
- 25 settembre - Pierre de Hérain, regista francese (n. 1904)
- 26 settembre - Vito Monterisi, politico italiano (n. 1894)
- 26 settembre - Karl-Lothar Schulz, generale tedesco (n. 1907)
- 26 settembre - Eugene Spiro, pittore tedesco (n. 1874)
- 27 settembre - Maria Lătărețu, cantante e compositrice rumena (n. 1911)
- 27 settembre - Michele Marotta, politico italiano (n. 1913)
- 27 settembre - Raffaele Mario Radossi, arcivescovo cattolico italiano (n. 1887)
- 27 settembre - Ranganathan, bibliotecario e matematico indiano (n. 1892)
- 28 settembre - Gordon Murphy, missionario statunitense (n. 1918)
- 28 settembre - Erich Przywara, teologo e filosofo tedesco (n. 1889)
- 29 settembre - Max Nosseck, regista e attore tedesco (n. 1902)
- 29 settembre - Edward Sloman, regista, sceneggiatore e attore britannico (n. 1886)
- 30 settembre - Frank Sullivan, montatore statunitense (n. 1896)
- 30 settembre - Edgar G. Ulmer, regista, scenografo e sceneggiatore austriaco (n. 1904)

## Ottobre(84)
- 1º ottobre - Ejvind Blach, hockeista su prato danese (n. 1895)
- 1º ottobre - Alessandro Buzio, aviatore italiano (n. 1893)
- 1º ottobre - Neville Lancelot Goddard, scrittore barbadiano (n. 1905)
- 1º ottobre - Kurt Hiller, scrittore, giornalista e pacifista tedesco (n. 1885)
- 1º ottobre - Louis Leakey, paleontologo britannico (n. 1903)
- 2 ottobre - Ulderico De Cesaris, militare italiano (n. 1889)
- 2 ottobre - Günter Dietrich, geografo tedesco (n. 1911)
- 2 ottobre - František Mrázek Dobiáš, teologo, traduttore e biblista ceco (n. 1907)
- 3 ottobre - Giuseppe Conca, sollevatore italiano (n. 1904)
- 3 ottobre - Wim van Heel, hockeista su prato olandese (n. 1922)
- 5 ottobre - Henry Dreyfuss, designer statunitense (n. 1904)
- 5 ottobre - Ivan Antonovič Efremov, paleontologo e scrittore di fantascienza russo (n. 1908)
- 5 ottobre - Solomon Lefschetz, matematico e ingegnere turco (n. 1884)
- 7 ottobre - Erik Eriksen, politico danese (n. 1902)
- 7 ottobre - Antonio Molinaroli, politico italiano (n. 1894)
- 7 ottobre - Remo Scuriatti, artista, fotografo e pittore italiano (n. 1900)
- 8 ottobre - Prescott Bush, politico e banchiere statunitense (n. 1895)
- 8 ottobre - José Maria Cuenco, arcivescovo cattolico filippino (n. 1885)
- 8 ottobre - Alexander Ramsay, ammiraglio britannico (n. 1881)
- 8 ottobre - Miroslav Široký, calciatore boemo (n. 1885)
- 9 ottobre - Dave Bancroft, giocatore di baseball statunitense (n. 1891)
- 9 ottobre - Giuseppe Capogrossi, pittore italiano (n. 1900)
- 9 ottobre - Miriam Hopkins, attrice statunitense (n. 1902)
- 9 ottobre - Andrea Marrazzi, schermidore e dirigente sportivo italiano (n. 1887)
- 10 ottobre - Attilio Cattani, diplomatico italiano (n. 1900)
- 10 ottobre - Kenneth Edgeworth, astronomo e economista irlandese (n. 1880)
- 10 ottobre - Ernie Mills, pistard britannico (n. 1913)
- 11 ottobre - Paul Ricca, mafioso italiano (n. 1897)
- 11 ottobre - Florencio Sarasíbar, calciatore argentino (n. 1895)
- 12 ottobre - Álvaro Cepeda Samudio, scrittore, giornalista e regista colombiano (n. 1926)
- 12 ottobre - Marcel Claeys, ciclista su strada belga (n. 1913)
- 12 ottobre - Mary Frizzell, velocista canadese (n. 1913)
- 12 ottobre - Leonard Gerow, generale statunitense (n. 1888)
- 12 ottobre - Robert Le Vigan, attore francese (n. 1900)
- 12 ottobre - Francesco Pinelli, latinista e grecista italiano (n. 1889)
- 13 ottobre - Oskar Bengtsson, calciatore svedese (n. 1885)
- 13 ottobre - Arthur Schabinger, allenatore di pallacanestro, allenatore di football americano e dirigente sportivo statunitense (n. 1889)
- 14 ottobre - Piero Lucano, pittore, architetto e scrittore italiano (n. 1878)
- 15 ottobre - Rolf Semb-Thorstvedt, calciatore norvegese (n. 1898)
- 16 ottobre - Hale Boggs, politico e avvocato statunitense (n. 1914)
- 16 ottobre - Leo G. Carroll, attore inglese (n. 1886)
- 16 ottobre - Dino Philipson, avvocato, imprenditore e politico italiano (n. 1889)
- 16 ottobre - Wael Zuaiter, traduttore e politico palestinese (n. 1934)
- 17 ottobre - Turk Broda, hockeista su ghiaccio e allenatore di hockey su ghiaccio canadese (n. 1914)
- 17 ottobre - Giorgio Karađorđević, principe serbo (n. 1887)
- 17 ottobre - Harlow Shapley, astronomo statunitense (n. 1885)
- 17 ottobre - Paul Wolf, nuotatore statunitense (n. 1916)
- 18 ottobre - Edward Cook, astista e lunghista statunitense (n. 1889)
- 18 ottobre - Filippo Naldi, giornalista, politico e imprenditore italiano (n. 1886)
- 18 ottobre - Richard Sanders, lottatore statunitense (n. 1945)
- 19 ottobre - Ermes Midena, architetto italiano (n. 1895)
- 19 ottobre - Sa'id bin Taymur dell'Oman, sovrano omanita (n. 1910)
- 20 ottobre - Gottfried Martin, filosofo tedesco (n. 1901)
- 20 ottobre - Georg "Irg" Steiner, alpinista austriaco (n. 1888)
- 21 ottobre - Jim Duncan, giocatore di football americano statunitense (n. 1946)
- 22 ottobre - James K. Baxter, poeta neozelandese (n. 1926)
- 23 ottobre - Rinus van den Berge, velocista olandese (n. 1900)
- 23 ottobre - Dave Simmonds, pilota motociclistico britannico (n. 1939)
- 24 ottobre - Gregorio Amestoy, calciatore filippino (n. 1916)
- 24 ottobre - Jackie Robinson, giocatore di baseball statunitense (n. 1919)
- 24 ottobre - Thelma Votipka, soprano statunitense (n. 1906)
- 25 ottobre - Alberto Asquini, giurista e politico italiano (n. 1889)
- 25 ottobre - Doyle E. Carlton, politico statunitense (n. 1885)
- 25 ottobre - Johnny Mantz, pilota automobilistico statunitense (n. 1918)
- 26 ottobre - Joe Cottrill, mezzofondista britannico (n. 1888)
- 26 ottobre - Adolfo Orsi, imprenditore italiano (n. 1888)
- 26 ottobre - Igor Sikorsky, ingegnere, pioniere dell'aviazione e imprenditore russo (n. 1889)
- 27 ottobre - Adalberto Mariano, ammiraglio, navigatore e esploratore italiano (n. 1898)
- 27 ottobre - Giovanni Spampinato, giornalista italiano (n. 1946)
- 27 ottobre - Katherine Oppenheimer, biologa e botanica tedesca (n. 1910)
- 28 ottobre - Juan Bilbao, calciatore spagnolo (n. 1900)
- 28 ottobre - Jole Fano, attrice teatrale e imprenditrice italiana (n. 1904)
- 28 ottobre - Mitchell Leisen, regista, scenografo e costumista statunitense (n. 1898)
- 28 ottobre - Lilian Lenton, ballerina e attivista britannica (n. 1891)
- 29 ottobre - Roberto Marmugi, politico, partigiano e sindacalista italiano (n. 1921)
- 29 ottobre - Victor Milner, direttore della fotografia statunitense (n. 1893)
- 29 ottobre - Mario Alberto Zingaretti, sindacalista, partigiano e antifascista italiano (n. 1890)
- 30 ottobre - Aldo Ferrabino, storico, filosofo e bibliotecario italiano (n. 1892)
- 30 ottobre - Ervín Kováč, calciatore slovacco (n. 1911)
- 30 ottobre - Hans Multhopp, ingegnere aeronautico tedesco (n. 1913)
- 30 ottobre - Silvio Sganzini, linguista, insegnante e lessicografo svizzero (n. 1898)
- 31 ottobre - Luigi Deffenu, politico italiano (n. 1888)
- 31 ottobre - Bill Durnan, hockeista su ghiaccio e allenatore di hockey su ghiaccio canadese (n. 1916)
- 31 ottobre - Antonino Maccarrone, politico italiano (n. 1922)

## Novembre(76)
- 1º novembre - Henry Bailey, tiratore a segno statunitense (n. 1893)
- 1º novembre - Carlo Emanuele Basile, politico, prefetto e scrittore italiano (n. 1885)
- 1º novembre - Ezra Pound, poeta, saggista e traduttore statunitense (n. 1885)
- 2 novembre - Pietro Marincola, direttore di banda e compositore italiano (n. 1884)
- 3 novembre - Carlo Curto, saggista, storico della letteratura e insegnante italiano (n. 1892)
- 3 novembre - Percy Wyld, pistard britannico (n. 1907)
- 4 novembre - Doc Campbell, giocatore di lacrosse canadese (n. 1878)
- 4 novembre - Lodovico Lessona, pianista italiano (n. 1928)
- 4 novembre - Frederico Paredes, schermidore portoghese (n. 1889)
- 4 novembre - Max Shachtman, filosofo statunitense (n. 1904)
- 4 novembre - Tsutomu Watanabe, medico e microbiologo giapponese (n. 1923)
- 5 novembre - Ettore Bozzoli, pittore italiano (n. 1892)
- 5 novembre - Erich Kaufmann, diplomatico e giurista tedesco (n. 1880)
- 5 novembre - Reginald Owen, attore britannico (n. 1887)
- 5 novembre - Alfred Schmidt, sollevatore estone (n. 1898)
- 6 novembre - Rafael Bardem, attore spagnolo (n. 1889)
- 6 novembre - Pietro Pandiani, partigiano e militare italiano (n. 1915)
- 6 novembre - Eugen Placeriano, calciatore jugoslavo (n. 1897)
- 6 novembre - Umberto Zimelli, scenografo, illustratore e pittore italiano (n. 1898)
- 7 novembre - Black Ace, chitarrista statunitense (n. 1907)
- 7 novembre - Giacomo Delitala, giurista e avvocato italiano (n. 1902)
- 8 novembre - Daniele Pellissier, fondista e sciatore di pattuglia militare italiano (n. 1904)
- 8 novembre - Rudolf Šmejkal, calciatore cecoslovacco (n. 1915)
- 9 novembre - Victor Adamson, regista, produttore cinematografico e attore statunitense (n. 1890)
- 9 novembre - Enrico Debernardi, calciatore italiano (n. 1885)
- 11 novembre - Maria Lehel, pittrice ungherese (n. 1889)
- 11 novembre - Berry Oakley, bassista e cantante statunitense (n. 1948)
- 11 novembre - Mario Vinciguerra, storico e antifascista italiano (n. 1887)
- 12 novembre - Rudolf Friml, compositore ceco (n. 1884)
- 13 novembre - Terenzio Gargiulo, musicista e compositore italiano (n. 1903)
- 13 novembre - Arnold Jackson, mezzofondista britannico (n. 1891)
- 13 novembre - Margaret Webster, attrice e regista teatrale britannica (n. 1905)
- 14 novembre - Roger Furst, militare e aviatore francese (n. 1912)
- 14 novembre - Jurij Timofeevič Galanskov, scrittore, poeta e giornalista russo (n. 1939)
- 14 novembre - Luigi Vallone, politico italiano (n. 1907)
- 15 novembre - William Ross Ashby, psichiatra britannico (n. 1903)
- 16 novembre - Béla Goldoványi, velocista ungherese (n. 1925)
- 16 novembre - Vera Karalli, ballerina russa (n. 1889)
- 16 novembre - Roddy McEachrane, calciatore scozzese (n. 1878)
- 16 novembre - Ferdinando Rubino, cantante italiano (n. 1893)
- 17 novembre - Léopold Dion, serial killer canadese (n. 1920)
- 17 novembre - Thomas Kinkaid, ammiraglio statunitense (n. 1888)
- 17 novembre - Eugène Minkowski, psichiatra francese (n. 1885)
- 18 novembre - André Héléna, scrittore francese (n. 1919)
- 18 novembre - Ari Hercílio, calciatore brasiliano (n. 1941)
- 18 novembre - Stanislaus Kobierski, calciatore tedesco (n. 1910)
- 18 novembre - Albino Pasini, ingegnere, dirigente d'azienda e politico italiano (n. 1888)
- 19 novembre - Uwel Pierallini, arbitro di calcio italiano (n. 1896)
- 20 novembre - Ennio Flaiano, sceneggiatore, scrittore e giornalista italiano (n. 1910)
- 20 novembre - Erwin Stresemann, ornitologo e storico della scienza tedesco (n. 1889)
- 21 novembre - Vera Inber, poetessa, giornalista e scrittrice sovietica (n. 1890)
- 21 novembre - Erwin Nestle, teologo e filologo classico tedesco (n. 1883)
- 21 novembre - Fred Tilson, calciatore britannico (n. 1904)
- 22 novembre - Antonio Cavoli, missionario italiano (n. 1888)
- 22 novembre - Eugenio Fasana, alpinista, pittore e scrittore italiano (n. 1886)
- 22 novembre - Malcolm Guthrie, linguista britannico (n. 1903)
- 23 novembre - Aīda Niedra, scrittrice lettone (n. 1899)
- 23 novembre - Marie Wilson, attrice statunitense (n. 1916)
- 24 novembre - Joseph C. Boyle, regista statunitense (n. 1888)
- 24 novembre - Mani Matter, cantautore e giurista svizzero (n. 1936)
- 24 novembre - Antrim Short, attore statunitense (n. 1900)
- 24 novembre - Alexander Smallens, direttore d'orchestra e direttore artistico russo (n. 1889)
- 24 novembre - Karl Zerbe, pittore tedesco (n. 1903)
- 25 novembre - Henri Coandă, scienziato e ingegnere rumeno (n. 1886)
- 25 novembre - Aleksandr Efimovič Razumnyj, regista cinematografico russo (n. 1891)
- 25 novembre - Hans Scharoun, architetto tedesco (n. 1893)
- 27 novembre - Robert Schurrer, velocista francese (n. 1890)
- 28 novembre - Aldo Andreoli, politico italiano (n. 1890)
- 28 novembre - Havergal Brian, compositore inglese (n. 1876)
- 28 novembre - Filippo Orsatti, ingegnere e politico italiano (n. 1885)
- 28 novembre - Sibilla di Sassonia-Coburgo-Gotha, principessa tedesca (n. 1908)
- 29 novembre - Eugenio Camplone, imprenditore e politico italiano (n. 1884)
- 29 novembre - Carl Stalling, compositore statunitense (n. 1891)
- 30 novembre - Hans Erich Apostel, compositore tedesco (n. 1901)
- 30 novembre - William P.S. Earle, regista statunitense (n. 1882)
- 30 novembre - Compton Mackenzie, scrittore scozzese (n. 1883)

## Dicembre(101)
- 1º dicembre - Pippo Oriani, pittore italiano (n. 1909)
- 1º dicembre - Bruna Pellesi, religiosa italiana (n. 1917)
- 1º dicembre - Antonio Segni, politico italiano (n. 1891)
- 2 dicembre - Ettore Bastico, generale italiano (n. 1876)
- 2 dicembre - Danio Bolognini, vescovo cattolico italiano (n. 1901)
- 2 dicembre - José Limón, danzatore e coreografo messicano (n. 1908)
- 2 dicembre - Wassili Luckhardt, architetto tedesco (n. 1889)
- 2 dicembre - Yip Man, insegnante cinese (n. 1893)
- 3 dicembre - Erwin Bowien, pittore e poeta tedesco (n. 1899)
- 3 dicembre - Friedrich Christiansen, aviatore e militare tedesco (n. 1879)
- 4 dicembre - Leo Garavaglia, attore italiano (n. 1896)
- 4 dicembre - Cynthia Hamilton, nobildonna britannica (n. 1897)
- 4 dicembre - Pietro Mannelli, generale italiano (n. 1896)
- 4 dicembre - Johan Rühl, pallanuotista olandese (n. 1885)
- 5 dicembre - Kenny Dorham, trombettista, cantante e compositore statunitense (n. 1924)
- 6 dicembre - Maria Bartolotti, partigiana italiana (n. 1923)
- 6 dicembre - Enrico Gualazzi, calciatore italiano (n. 1925)
- 6 dicembre - James Yimm Lee, artista marziale statunitense (n. 1920)
- 6 dicembre - Janet Munro, attrice britannica (n. 1934)
- 7 dicembre - Kārlis Balodis, calciatore lettone (n. 1905)
- 7 dicembre - Humberto Mariles, cavaliere messicano (n. 1913)
- 8 dicembre - Emerico Biach, nuotatore italiano (n. 1893)
- 8 dicembre - William Dieterle, regista e attore tedesco (n. 1893)
- 8 dicembre - Ubaldo Narducci, calciatore italiano (n. 1914)
- 8 dicembre - Duilio Setti, calciatore italiano (n. 1912)
- 9 dicembre - Antonino Catarella, vescovo cattolico italiano (n. 1889)
- 9 dicembre - Emil Otto Hoppé, fotografo tedesco (n. 1878)
- 9 dicembre - Jaap Mol, calciatore olandese (n. 1912)
- 9 dicembre - Louella Parsons, giornalista e scrittrice statunitense (n. 1881)
- 10 dicembre - Mark Van Doren, poeta e critico letterario statunitense (n. 1894)
- 10 dicembre - Béla Károly, calciatore e allenatore di calcio ungherese (n. 1893)
- 10 dicembre - Semën Isaakovič Kirsanov, poeta russo (n. 1906)
- 10 dicembre - Edward Neville Syfret, ammiraglio britannico (n. 1889)
- 11 dicembre - Nicola Cariota Ferrara, politico e avvocato italiano (n. 1907)
- 11 dicembre - George Martin, calciatore e allenatore di calcio scozzese (n. 1899)
- 12 dicembre - Josef Schmied, militare tedesco (n. 1913)
- 13 dicembre - Ettore Conti di Verampio, ingegnere, politico e imprenditore italiano (n. 1871)
- 13 dicembre - Bruno Fallaci, giornalista italiano (n. 1893)
- 13 dicembre - L. P. Hartley, scrittore inglese (n. 1895)
- 13 dicembre - René Mayer, politico francese (n. 1895)
- 14 dicembre - Costante Coter, scultore e pittore italiano (n. 1899)
- 14 dicembre - Giuseppe Oltrasi, compositore, organista e direttore d'orchestra italiano (n. 1887)
- 15 dicembre - François Bourbotte, calciatore francese (n. 1913)
- 15 dicembre - Donata Doni, poetessa italiana (n. 1913)
- 15 dicembre - Edward Earle, attore canadese (n. 1882)
- 15 dicembre - Luba Lisa, attrice, cantante e ballerina statunitense (n. 1941)
- 16 dicembre - Santo Calì, poeta, scrittore e enigmista italiano (n. 1918)
- 16 dicembre - Ferdinand Čatloš, generale e politico slovacco (n. 1895)
- 16 dicembre - Aimone Landi, ciclista su strada italiano (n. 1913)
- 16 dicembre - Peder Marcussen, ginnasta danese (n. 1894)
- 17 dicembre - Friedrich Boßhammer, giurista, militare e criminale di guerra tedesco (n. 1906)
- 17 dicembre - Giovanni Balilla Magistri, pittore italiano (n. 1909)
- 17 dicembre - Alberto Spadolini, danzatore, attore e pittore italiano (n. 1907)
- 17 dicembre - Doreen Warriner, economista britannica (n. 1904)
- 18 dicembre - Augusto Camerini, pittore, illustratore e regista italiano (n. 1894)
- 18 dicembre - Attilio Giordani, educatore italiano (n. 1913)
- 18 dicembre - Neilia Hunter Biden, insegnante statunitense (n. 1942)
- 18 dicembre - Hubert Rohracher, psicologo austriaco (n. 1903)
- 18 dicembre - Francesco Rossi, vescovo cattolico italiano (n. 1903)
- 18 dicembre - Fermín Uriarte, calciatore uruguaiano (n. 1902)
- 19 dicembre - Jacques Deval, commediografo, regista e scrittore francese (n. 1890)
- 19 dicembre - Italia Marchesini, attrice italiana (n. 1896)
- 20 dicembre - Günter Eich, poeta e drammaturgo tedesco (n. 1907)
- 20 dicembre - Gabby Hartnett, giocatore di baseball e allenatore di baseball statunitense (n. 1900)
- 20 dicembre - Karel Kaers, ciclista su strada e pistard belga (n. 1914)
- 20 dicembre - Gene Lalley, cestista statunitense (n. 1922)
- 20 dicembre - Aldo Pedrazzi, calciatore italiano (n. 1901)
- 20 dicembre - Roberto Zamarin, fumettista e disegnatore italiano (n. 1940)
- 21 dicembre - Hugh Edwards, canottiere britannico (n. 1906)
- 21 dicembre - Paul Hausser, generale e docente tedesco (n. 1880)
- 21 dicembre - Alessandro Spagna, politico italiano (n. 1890)
- 22 dicembre - André Devauchelle, ciclista su strada francese (n. 1904)
- 22 dicembre - Giorgio Piccardi, chimico italiano (n. 1895)
- 22 dicembre - Giovanni Reggio, velista italiano (n. 1888)
- 23 dicembre - Mickey Coll, cestista portoricano (n. 1951)
- 23 dicembre - Jimmy Dimmock, calciatore inglese (n. 1900)
- 23 dicembre - Abraham Joshua Heschel, rabbino e filosofo polacco (n. 1907)
- 23 dicembre - Andrej Nikolaevič Tupolev, ingegnere aeronautico sovietico (n. 1888)
- 24 dicembre - Charles Atlas, culturista italiano (n. 1892)
- 24 dicembre - Henriette Charasson, scrittrice, poetessa e drammaturga francese (n. 1884)
- 24 dicembre - Bill Lloyd, cestista statunitense (n. 1915)
- 24 dicembre - Gisela M. A. Richter, archeologa e storica dell'arte britannica (n. 1882)
- 25 dicembre - Chakravarthi Rajagopalachari, politico indiano (n. 1878)
- 26 dicembre - Giuseppe Salvatore Bellusci, politico italiano (n. 1888)
- 26 dicembre - Sonia Greene, scrittrice e editrice statunitense (n. 1883)
- 26 dicembre - Harry S. Truman, politico e militare statunitense (n. 1884)
- 27 dicembre - Giuseppe Antonio Bottaro, politico italiano (n. 1933)
- 27 dicembre - Béla Dömötör, calciatore ungherese (n. 1903)
- 27 dicembre - Rocco Gullo, avvocato e politico italiano (n. 1899)
- 27 dicembre - Petter Martinsen, ginnasta norvegese (n. 1887)
- 27 dicembre - Guido Messeri, ciclista su strada italiano (n. 1898)
- 27 dicembre - Lester Pearson, politico canadese (n. 1897)
- 27 dicembre - Kōzō Saeki, regista e sceneggiatore giapponese (n. 1912)
- 28 dicembre - Gabriele Criscuoli, politico e medico italiano (n. 1912)
- 28 dicembre - William Roy Lyman, giocatore di football americano statunitense (n. 1898)
- 28 dicembre - Renata Marini, attrice e doppiatrice italiana (n. 1904)
- 28 dicembre - Evelina Paoli, attrice italiana (n. 1878)
- 29 dicembre - Joseph Cornell, artista statunitense (n. 1903)
- 29 dicembre - Martino Veduti, militare italiano (n. 1894)
- 31 dicembre - Roberto Clemente, giocatore di baseball portoricano (n. 1934)
- 31 dicembre - Alphonse Fonson, ciclista su strada belga (n. 1890)

## Senza giorno specificato(66)
- Fatin Abdel Wahab, regista egiziano (n. 1913)
- Tevfik Rüştü Aras, politico turco (n. 1883)
- Gustavo Bendlin, cestista paraguaiano (n. 1935)
- Enzo Boni Baldoni, religioso italiano (n. 1906)
- Rosetta Boninsegna, pittrice italiana (n. 1924)
- Robert Curry Cameron, astronomo statunitense (n. 1925)
- Giovanni Cavaliere, calciatore italiano (n. 1907)
- Aldo Cervi, architetto italiano (n. 1901)
- Domenico Chirieleison, generale italiano (n. 1888)
- Angela Cian, modella italiana (n. 1886)
- Giovanni Colombo, pittore italiano (n. 1908)
- Alfonso Corradi, pittore italiano (n. 1889)
- Luigino Cossu, cantante italiano (n. 1898)
- Charles Craig, attore statunitense (n. 1877)
- Lucia Crestani, soprano italiana (n. 1886)
- Emelina Maria Antonieta da Cunha, medico indiana (n. 1873)
- Carlo De Marchi, calciatore italiano (n. 1890)
- Adele DeGarde, attrice statunitense (n. 1899)
- Jasper Deeter, attore e regista statunitense (n. 1893)
- Bayard Dodge, storico e islamista statunitense (n. 1888)
- Henri Essette, micologo francese (n. 1895)
- Paul S. Fox, scenografo statunitense (n. 1898)
- Leonhard Fürst, regista e sceneggiatore tedesco (n. 1904)
- Robert Gardner, archeologo e fotografo britannico (n. 1889)
- Adriano Grande, poeta e pittore italiano (n. 1897)
- Julian Gumperz, sociologo tedesco (n. 1898)
- Tommy Hopper, calciatore inglese (n. 1915)
- J. Roy Hunt, direttore della fotografia statunitense (n. 1884)
- John Hutchinson, botanico britannico (n. 1884)
- Eraldo Ilari, generale e aviatore italiano (n. 1897)
- Edgar Augustus Jerome Johnson, economista statunitense (n. 1900)
- Eugenio Luzcando, cestista e allenatore di pallacanestro panamense
- Guido Marussig, pittore, incisore e scultore italiano (n. 1885)
- Alfredo Mazzucchi, compositore italiano (n. 1878)
- Sigismondo Montani, ingegnere e politico italiano (n. 1903)
- Ferruccio Morandini, pittore, incisore e designer italiano (n. 1903)
- Giorgio Morigi, militare italiano (n. 1889)
- George Naccache, politico e editore libanese (n. 1904)
- Giorgio Nataletti, etnomusicologo italiano (n. 1907)
- R. Nataraja Mudaliar, regista, produttore cinematografico e montatore indiano (n. 1885)
- Giovanni Nicosia, scrittore, giornalista e partigiano italiano (n. 1919)
- Enrico Ortolani, pittore e illustratore italiano (n. 1883)
- Bertram Park, fotografo britannico (n. 1883)
- Irma Pavone Grotta, illustratrice e grafica italiana (n. 1900)
- Icilio Petrone, giornalista e scrittore italiano (n. 1902)
- Procolo Pianetti, calciatore italiano (n. 1890)
- Gian Cesare Pico, pedagogista italiano (n. 1882)
- Mario Ponzio di San Sebastiano, militare italiano (n. 1899)
- Maria Pospisilova, artista cecoslovacca (n. 1902)
- Alice Pruvot-Fol, zoologa francese (n. 1873)
- Angelo Righetti, scultore italiano (n. 1900)
- Ricardo Rimini, schermidore uruguaiano (n. 1908)
- Isma'il Safwat, generale iracheno (n. 1896)
- Edward Said Tingatinga, pittore tanzaniano (n. 1932)
- Hugo K. Sievers, medico e politico cileno (n. 1903)
- Lorenz Spann, ginnasta e multiplista statunitense (n. 1876)
- George Stacey, calciatore inglese (n. 1881)
- Giovanni Stecchina, politico italiano (n. 1886)
- Vladimir Sergeevič Vachmistrov, ingegnere aeronautico sovietico (n. 1897)
- Venanzio Vallera, antifascista e anarchico italiano (n. 1900)
- Biagio Vecchioni, politico italiano (n. 1900)
- Mario Visconti, schermidore italiano (n. 1907)
- Jankiel Wiernik, scrittore e superstite dell'Olocausto polacco (n. 1889)
- Mabel Wright, attrice teatrale statunitense (n. 1880)
- Biagio Zoccola, calciatore e allenatore di calcio italiano (n. 1903)
- Gavin Rylands de Beer, zoologo e antiquario inglese (n. 1899)